# Soultzeren
Soultzeren település Franciaországban, Haut-Rhin megyében. Lakosainak száma 1152 fő (2022. január 1.). Soultzeren Luttenbach-près-Munster, Plainfaing, Le Valtin, Hohrod, Orbey és Stosswihr községekkel határos.

## Népesség
A település népessége az elmúlt években az alábbi módon változott:
| Lakosok száma | 1141 | 1135 | 1147 | 1121 | 1113 | 1106 | 1096 | 1121 | 1152 |
|               | 2013 | 2015 | 2016 | 2017 | 2018 | 2019 | 2020 | 2021 | 2022 |